# Šiluvos tyrelis
Šiluvos tyrelis este o arie protejată (arie specială de conservare — SAC, sit de importanță comunitară — SCI) din Lituania întinsă pe o suprafață de 254 ha, integral pe uscat.

## Localizare
Centrul sitului Šiluvos tyrelis este situat la coordonatele 55°33′48″N 23°14′33″E / 55.5633°N 23.2425°E.

## Înființare
Situl Šiluvos tyrelis a fost declarat sit de importanță comunitară în martie 2004 pentru a proteja un număr necunoscut de specii din flora spontană și fauna sălbatică aflate în arealul zonei. Situl a fost protejat și ca arie specială de conservare în ianuarie 2021.

## Biodiversitate
Situată în ecoregiunea boreală, aria protejată conține 3 habitate naturale: Taiga vestică, Păduri fino-scandinave bogate în ierburi cu Picea abies, Mlaștini împădurite.
La baza desemnării sitului se află un număr nedeclarat de specii protejate.